# Hippodrome de Nancy-Brabois
L'hippodrome de Brabois, également appelé hippodrome de Nancy-Brabois est un champ de courses hippiques se trouvant au sud-ouest de l'agglomération nancéienne, à Vandœuvre-lès-Nancy en France. Il fut construit en 1927, en lisière de la forêt de Haye, dans le département de Meurthe-et-Moselle. 

## Histoire

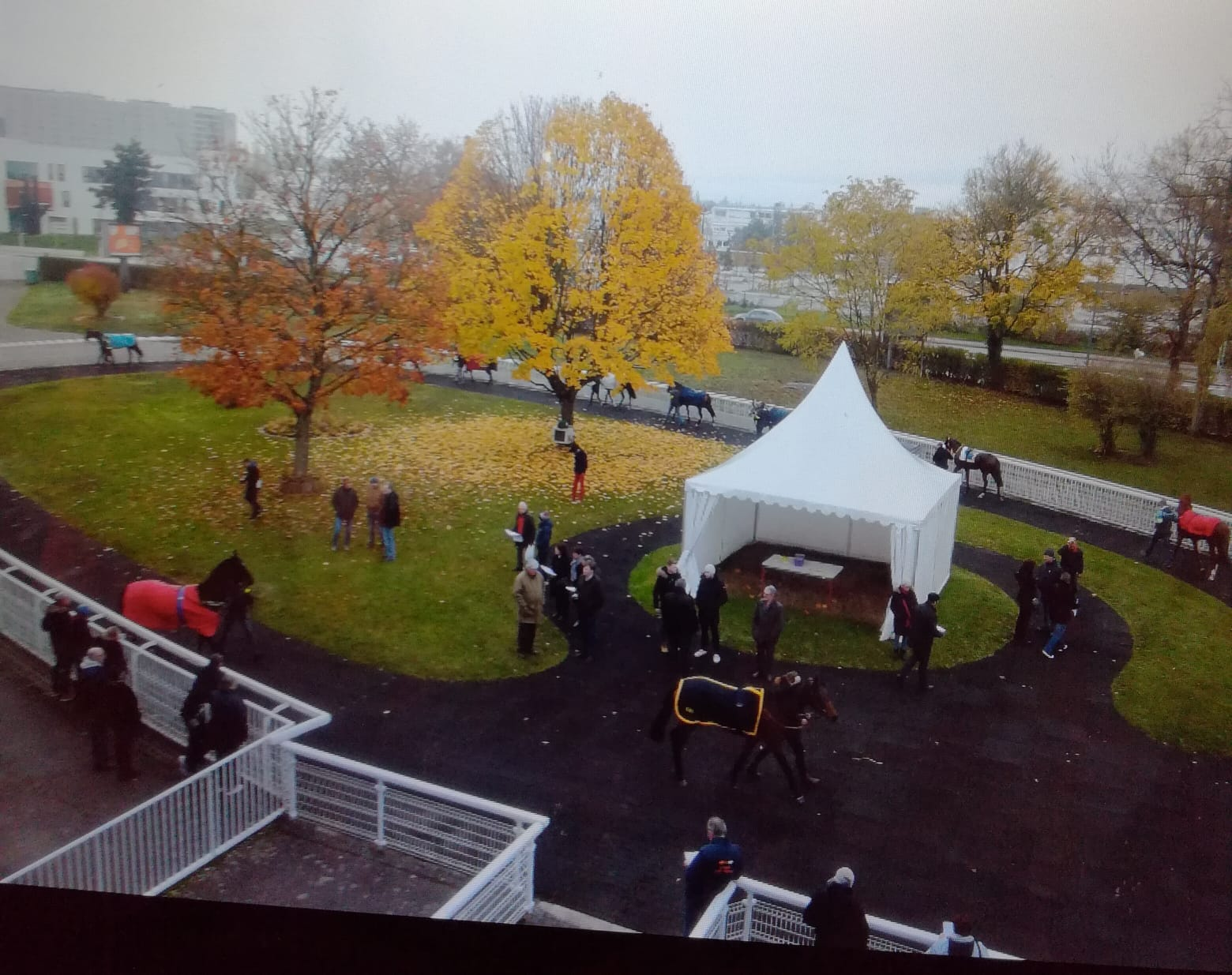
Rond de présentation de l'hippodrome

Cet hippodrome est inauguré en 1927, mais les destructions de la Seconde Guerre mondiale sont particulièrement importantes. Après reconstruction, les courses y reprennent dans les années 1950.

## Caractéristiques
C'est un hippodrome ouvert au galop et au trot avec une piste de plat en herbe de 1 600 mètres, une piste d'obstacles en herbe de 1 400 mètres et une piste de trot en cendrée de 1 180 mètres. Les trois pistes sont corde à droite. 

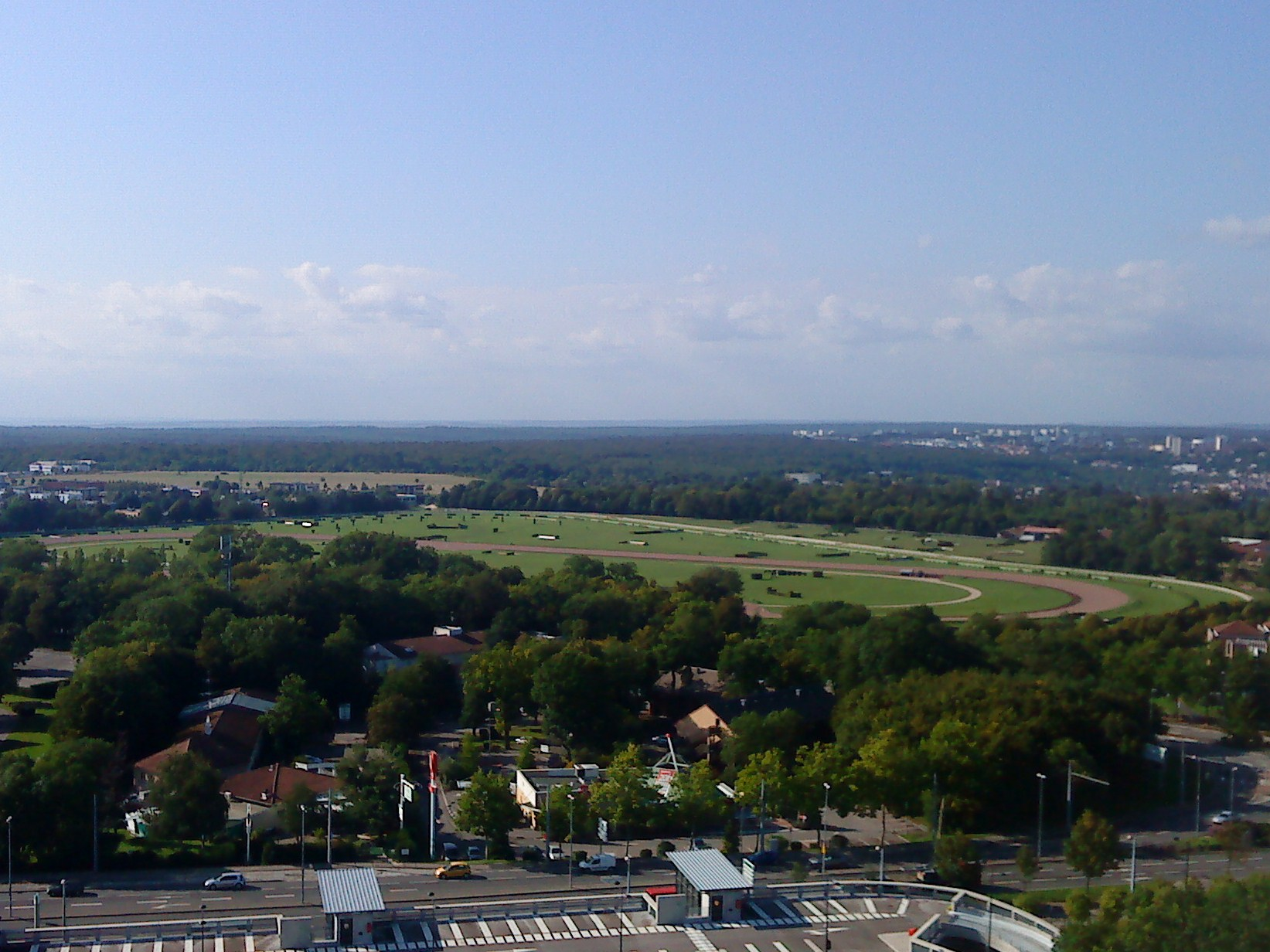
Vue générale de l'hippodrome.